# 強兵假白烏介
強兵假白烏介（学名：Falsobuntonia chiangpinga）为粗面介科假白烏介屬下的一个种。